# Mechaniczna lalka
Mechaniczna lalka (także jako Laleczka) - znany polski szlagier wokalistki Violetty Villas powstały w 1977 roku. Muzykę skomponowała Violetta Villas, a słowa specjalnie dla artystki napisała Agnieszka Osiecka. Piosenka powstała w czasie fali krytyki Villas po powrocie artystki do Polski z USA. 
Kompozycja znajduje się na płytach Nie ma miłości bez zazdrości oraz Na pocieszenie serca i uniesienie ducha. 